# Jed Brophy
Jed Brophy (Feilding, 1963) é um ator de cinema neozelandês. Ele já apareceu em diversos filmes de Peter Jackson, incluindo Braindead (1992), Heavenly Creatures (1994), na série de filmes O Senhor dos Anéis (2001-03) e King Kong (2005). Brophy também apareceu na série de filmes O Hobbit, interpretando o anão Nori.